# Krasni Vostok
Krasni Vostok (en rus: Красный Восток) és un poble de Baixkíria, a Rússia, que en el cens del 2010 tenia 66 habitants. Pertany al districte de Iermolàievo.